# Jason Rigby
Jason Rigby (* 2. Dezember 1974) ist ein US-amerikanischer Jazzmusiker (Tenorsaxophon, auch Flöte und Bassklarinette).

## Leben und Wirken
Jason Rigby, der aus Cleveland stammt, hatte zunächst Unterricht bei Ernie Krivda und spielte während seiner Highschoolzeit Mitte der 1990er-Jahre in dessen Fat Tuesday Big Band, mit der erste Aufnahmen entstanden (Perdido, 1996). Anschließend studierte er Musik an der Youngstown State University in Ohio, wo er Unterricht bei Tony Leonardi hatte, im YSU Jazz Ensemble spielte und den Bachelor erwarb (summa cum laude). Sein Masterstudium absolvierte er an der New Yorker Manhattan School of Music; außerdem hatte er privat Unterricht bei Dick Oatts, Rich Perry und Mike Abene. In dieser Zeit wurde er mit dem Down Beat Award als Bester College Instrumentalist ausgezeichnet.
Seit 1998 ist Rigby vorwiegend in der New Yorker Jazzszene aktiv; er arbeitete seitdem u. a. mit Eivind Opsvik (Overseas, 2002), Scott DuBois, Kris Davis (Life Span, 2004), Pete McGuinness, Mark Guiliana, Jeff Davis und Jon Irabagon. 2005 nahm er sein Debütalbum Translucent Space (Fresh Sound New Talent) auf, u. a. mit Soo-Kyung Park, Mike Holober, Cameron Brown und Mark Ferber. Rigby ist „für seine fesselnden Inside-Outside-Improvisationen“ bekannt; nach Ansicht des Down Beat reflektiere Rigbys Tenorklang „die expressionistischen [Höhen]flüge von Ornette Coleman und Joe Henderson.“
Im Bereich des Jazz war er zwischen 1998 und 2012 an 21 Aufnahmesessions beteiligt. In den 2010er-Jahren arbeitete er u. a. mit Kyle Eastwood, Mike Holober (Hiding Out, 2019) sowie in den Trio-Projekten Double Drums (mit Jeff Davis und Mark Ferber), Heavy Merge (mit Russ Lossing, Jeff Davis) und im Detroit-Cleveland-Trio mit Gerald Cleaver und Cameron Brown. Er unterrichtete am City College of New York, The New School und der Stony Brook University. 2017 legte er  mit seinem Detroit-Cleveland Trio das Album ONE (Fresh Sound New Talent) vor; 2018 wirkte er bei Miho Hazamas Grammy-nominierter Produktion Dancer in Nowhere mit.
Zu hören ist er u. a. auch auf Mike Holobers Alben Don’t Let Go (2022) und This Rock We’re On: Imaginary Letters (2024).
.